# Thibaudia biflora
Thibaudia biflora là một loài thực vật có hoa trong họ Thạch nam. Loài này được (Poepp. & Endl.) Hoerold miêu tả khoa học đầu tiên năm 1909.